# Charles Edward Stuart
Prințul Charles Edward Louis Philip Casimir Stuart (31 decembrie 1720 – 31 ianuarie 1788) cunoscut drept Bonnie Prince Charlie sau Tânărul Pretendent a fost al doilea pretendent iacobit la tronul Angliei, Scoției și Irlandei.

## Primii ani

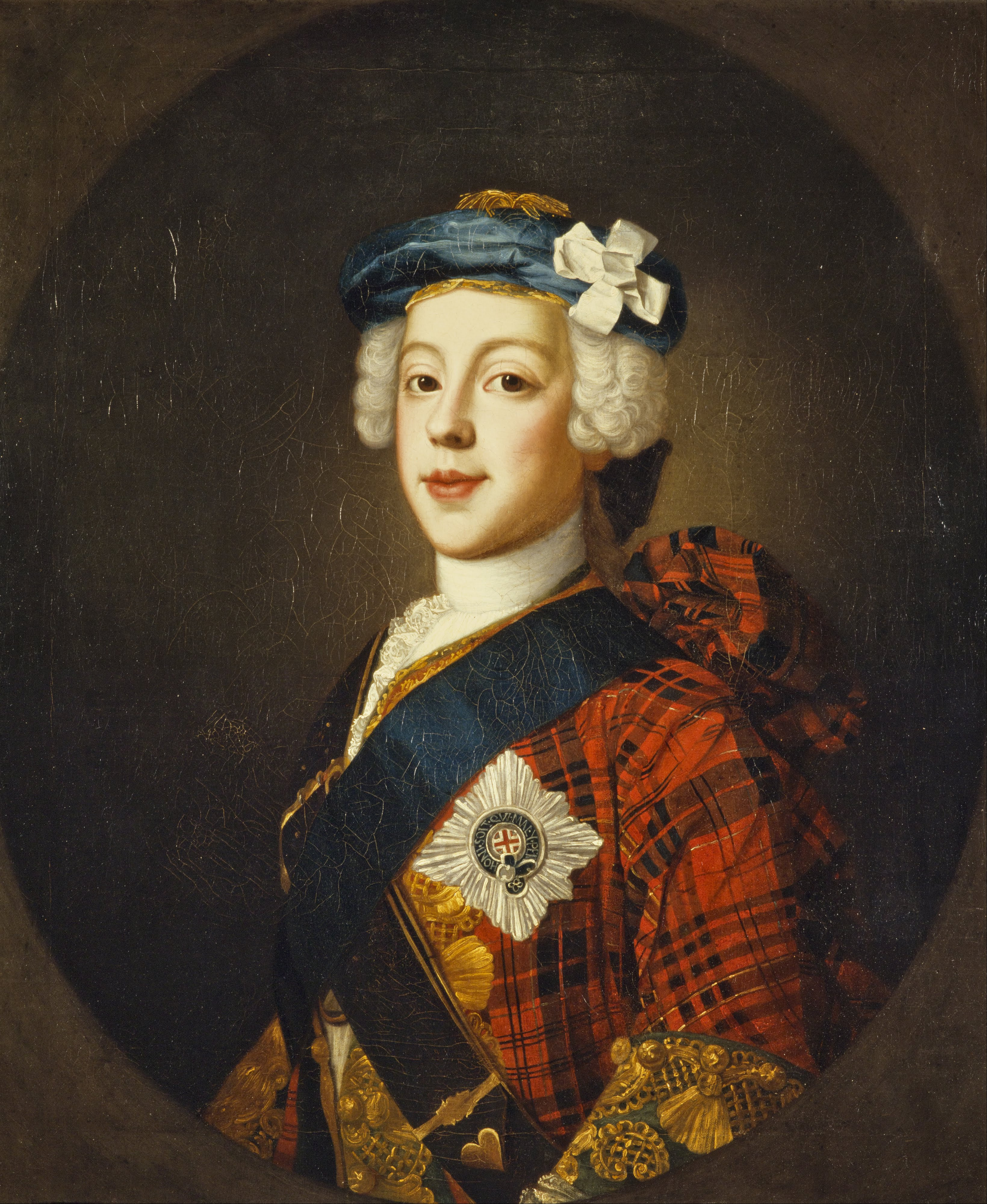
"Prințul Charles Edward Stuart, 1720 - 1788. Fiul cel mare al Prințului James Francis Edward Stuart" de William Mosman

Charles Edward Louis John Casimir Silvester Severino Maria Stuart s-a născut la Palazzo Muti din Roma, Italia, la 31 decembrie 1720, unde tatălui său i s-a permis șederea de către Papa Clement al XI-lea. Și-a petrecut aproape întreaga copilărie la Roma și Bologna. Prințul Charles Edward a fost fiul cel mare al lui James Francis Edward Stuart și nepot al regelui Iacob al II-lea al Angliei. Mama sa a fost nepoata regelui Ioan al III-lea Sobieski.
Fiind, în opinia lor, ultimii moștenitorii legitimi ai Casei Stuart, familia sa a trăit cu un sentiment de mândrie și a crezut neclintit în dreptul divin al regilor. Recâștigarea tronurile Angliei și Scoției pentru Stuarți a fost un subiect constant de conversație în casă.
Bunicul său, Iacob al II-lea al Angliei, a condus țara în perioada 1685-1688, apoi a fost detronat când Parlamentul i-a invitat pe protestantul olandez, William al III-lea, și pe soția acestuia, Prințesa Maria (fiica cea mare a regelui Iacob), să-l înlocuiască, în timpul Revoluției glorioase din 1688.
În 1734, Charles Edward a observat asediul francez și spaniol asupra Gaeta, prima sa expunere la arta războiului. Tatăl său a reușit să obțină sprijinul reînnoit al guvernului francez în anul 1744; și Charles Edward a călătorit în Franța, cu unicul scop de a comanda unei armate franceze, care l-ar duce într-o invazie a Angliei. Invazia nu s-a materializat niciodată, pentru că flota de invazie a fost împrăștiată de o furtună. În momentul în care flota s-a regrupat, flota britanică a realizat diversiunea și și-a preluat din nou poziția pe Canal. Fără să fie descurajat, Charles Edward era hotărât să continue în lupta lui pentru restaurarea Stuarților.